# Herbert Müller (automobilizam)
Herbert Müller (Reinach, Švicarska, 10. svibnja 1940. - Nürburgring, SR Njemačka, 24. svibnja 1981.) je bio švicarski automobilist. 
Nadimak mu je bio Stumpen-Herbie.
Poznat je kao dvostruki pobjednik ugledne automobilske trke izdržljivosti Targa Florio, 1966. i 1973. Oba puta je vozio Porscheove trkaće automibile, 1966. Porsche 906 Carrera 6, a 1973. Porsche 911 Carrera RSR. 1966. mu je suvozač bio  Willy Mairesse, a 1973. Gijs van Lennep.
Poginuo je na 1981. na trci 1000 km Nürburgringa u njegovom Porscheu 908 Turbo na vrlo okrutan način.

## Vanjske poveznice
- Internetske stranice
- Nűrnburgring 1981.